# ریوگو یاماساکی
ریوگو یاماساکی (ژاپنی: 山﨑 凌吾؛ زادهٔ ۲۰ سپتامبر ۱۹۹۲) یک بازیکن فوتبال اهل ژاپن است.
از باشگاه‌هایی که در آن بازی کرده‌است می‌توان به باشگاه فوتبال ساگان توسو، باشگاه فوتبال توکوشیما ورتیس و باشگاه فوتبال شونان بلمار اشاره کرد.